# Plućna arterijska hipertenzija udružena sa infekcijom humanim virusom imunodeficijencije
Plućna arterijska hipertenzija udružena sa infekcijom humanim virusom imunodeficijencije kao proremećaj plućne funkcije nastaje u sklopu lečenja bolesnika sa ovom infekcijom.

## Epidemiologija
Sve učestaliji efekti na preživljavanje utiču na incidencu i rezuzultovali su stabilnom prevalencom plućne arterijske hipertenzije (dalje u tekstu skraćeno PAH) kod pacijenata sa pacijenta sa infekcijom humanim virusom imunodeficijencije (dalje u tekstu skraćeno HIV infekcijom) tokom proteklih decenija. 
Bolesnici sa HIV infekcijom i PAH najverovatnije su muškarci i korisnici intravenskih narkotika.
Studija populacije pokazala je da je minimalna prevalenca HIV-om uzrokovane PAH 0.46%, slična prevalenci pre primene HAART
PAH je nezavisni faktor rizika za smrtni ishod kod pacijenata sa HIV infekcijom. 

## Etiopatogeneza
Nakon primena visoko aktivne antiretroviralne terapije (HAART) i agresivnog lečenja oportunističkih infekcija i produženja životnog veka pacijenta sa HIV infekcijom), posledično se proširio spektar komplikacija uključujući i PAH. Savremena terapija HIV infekcije sa HAART dovela je do poboljšanja preživljavanja i smanjenja incidence HIV infekcije udružene sa PAH.
Patogeneza HIV-om uzrokovane PAH je nejasna. Istraživanja kod životinja podržavaju utisak da aditivni efekat kokaina na HIV infekciju može dovesti do razvoja plućne arteriopatije. Odsustvo virusnih čestica u pleksiformnim lezijama nađenih kod ovih bolesnika, ukazuje da virusna infekcija indirektno deluje na inflamaciju i faktore rasta i može biti okidač kod predisoniranih pacijenata. 

## Dijagnoza
HIV-om uzrokovana PAH ima sličnu kliničku prezentaciju kao i IPAH. U trenutku postavljanja dijagnoze, većina pacijenata su funkcionalna klasa NYHA (New York Heart Association) III ili NYHA IV. 
Bolesniici se mogu prezentovati sa drugim faktorima rizika za PAH, kao što je bolest jetre (hronični hepatitis B i C), izloženost lekovima ili toksinima ili plućna embolija uzrokovana intravenskom zloupotrebom narkotika. 
Zbog niske prevalence, asimptomatski pacijenti sa HIV infekcijom, ne treba da prođu skrining za PAH. Međutim, kod pacijenata sa neobjašnjenom dispneom, mora se uraditi ehokardiografski pregled u cilju otkrivanja HIV infekcijom uzrokovanih kardiovaskularnih komplikacija kao što je miokarditis, kardiomiopatija ili PAH. 
Obavezna je potvrda RHC kako bi se ustanovila dijagnoza HIV infekcijom uzrokovana PAH kao i odsustvo LHD.

## Terapija
U nedostatku specifičnih preporuka, lečenje pacijenata sa HIV i PAH prati vodiče za lečenje IPAH uz HAART. Prema različitim analizama, CI (srčani indeks) > 2.8 l/min/m2 i broj CD4 limfocita > 200 ćelija/ml su nezavisni prediktori preživljavanja.
Antikoagulantna terapija se ne preporučuje rutinski zbog povećanog rizika od krvarenja, očekivanih problema komplijanse i interakcije lekova. 
Pacijenti sa HIV uzrokovanom PAH nisu responderi za akutni vazoreaktivni test i ne treba da dobijaju blokatore kalcijumskih kanala (CCB).
Nekontrolisane studije ukazuju da prostaciklini mogu poboljšati toleranciju napora, hemodinamiku i simptome kod ovih pacijenata. Dok otvorena studija sa bosentanom kod pacijenata sa PAH uzrokovanom HIV infekcijom, pokazala je poboljšanje u svim merama efikasnosti, uključujući 6MWT i invazivnoj hemodinamici.
U randomizovanim kontrolisanim studijama sa ambrisentanom uključeni su sporadični slučajevi. Hepatička podnošljivost bila je slična kao i kod drugih forma bolesti. Interpretacija ovih studija ograničena je malom veličinom uzorka i otvorenošću. U slučaju sildenafila, doze leka treba smanjiti ukoliko se istovremeno primenjuju i ritonavir i sakvinavir zbog interakcije lekova. 
HIV infekcija je generalno isključujući kriterijum za transplataciju pluća, iako su u nekim centrima primenjivani specifični programi. 
Zabeleženi su reverzibilni slučajevi bolesti kod HIV-PAH pacijenata lečenih visoko aktivnom retrovirusnom terapijom i specifičnom terapijom. Ova saznanja, zajedno sa smanjenom incidencom HIV-PH u savremenom načinu lečenja bolesti, ukazuju da možda agresivno lečenja poboljšava ishod u ovoj populaciji pacijenata (ali to zahteva dalje studije kako bi razumeli razloge poboljšanja ishoda). 

## Spoljašnje veze
- 2015/2016 ESC/ESR Preporuke za dijagnozu i lečenje plućne hipertenzije — European Society of Cardiology & European Respiratory Society

|  | Molimo Vas, obratite pažnju na važno upozorenje u vezi sa temama iz oblasti medicine (zdravlja). |